# أستشباتش
أستشباتش (بالفرنسية: Aschbach, Bas-Rhin)‏ هي بلدية تقع في إقليم الراين الأسفل من منطقة ألزاس في شمال شرق فرنسا. تبلغ مساحة هذه المدينة 4.32 (كم²)، يبلغ عدد سكانها 702 نسمة حسب إحصاء المعهد الوطني للإحصاء والدراسات الاقتصادية سنة 2009 م. وترأس Gérard Strasser البلدية خلال فترة (2008 - 2014).

## معرض صور

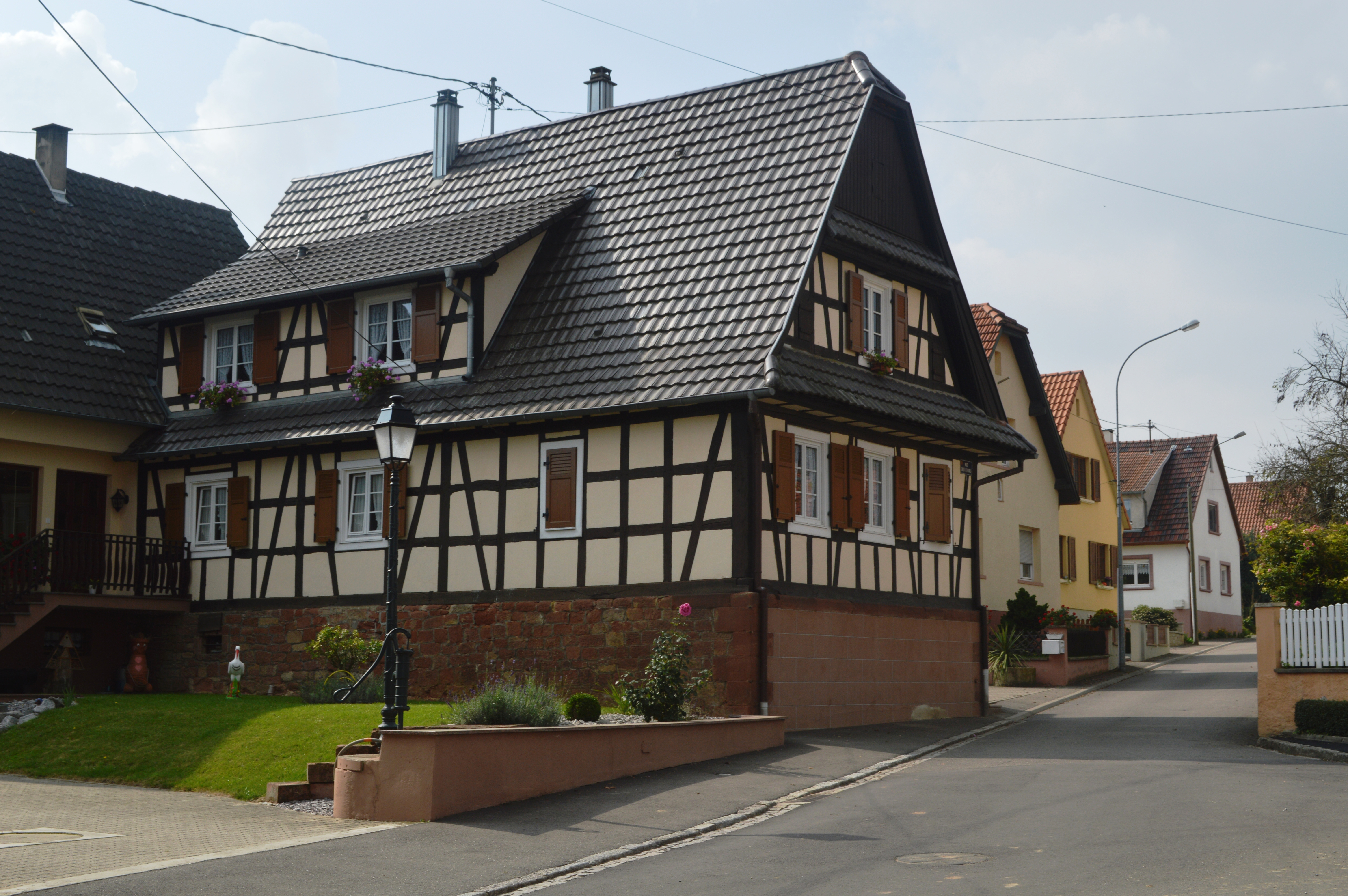
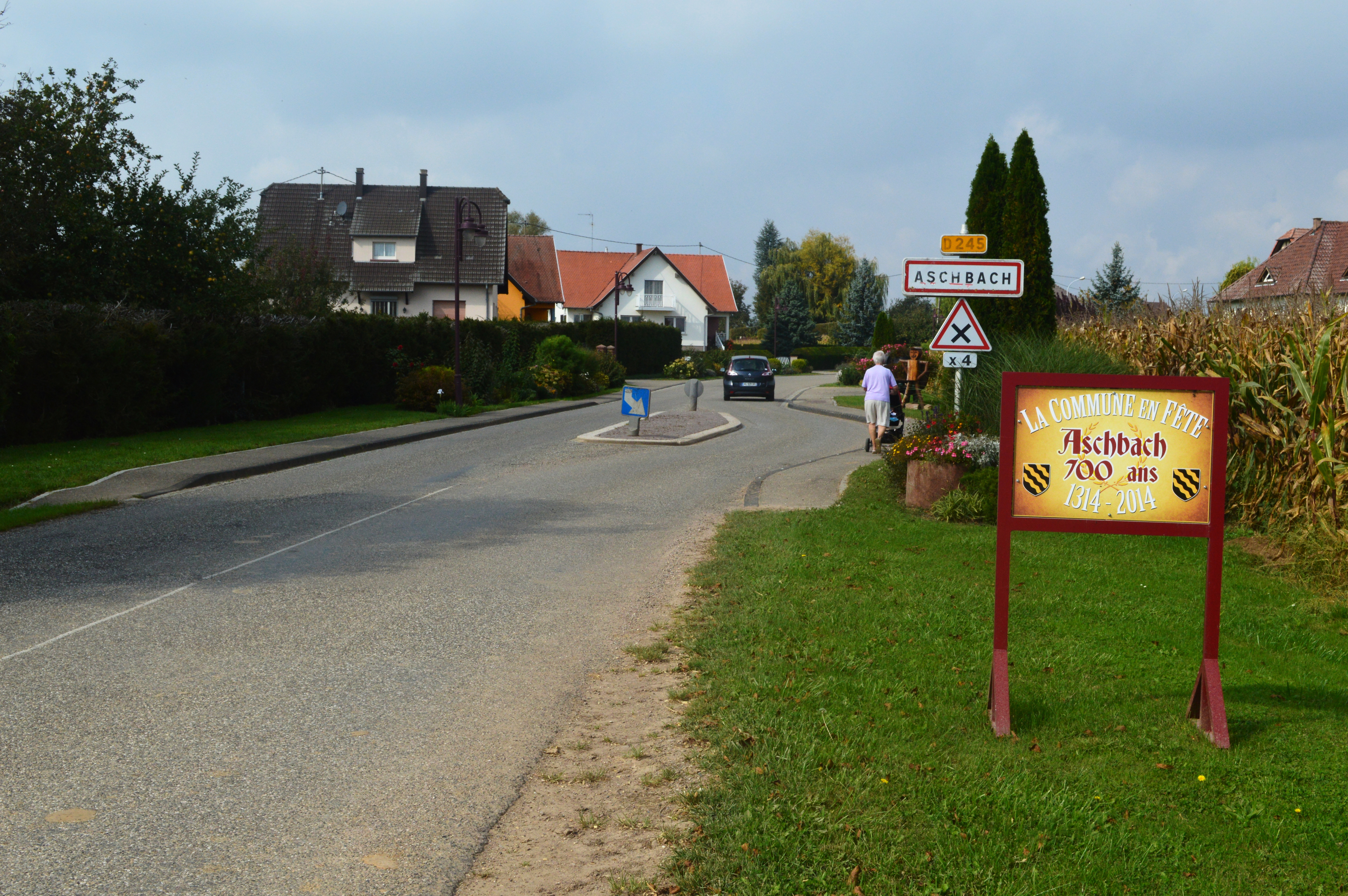
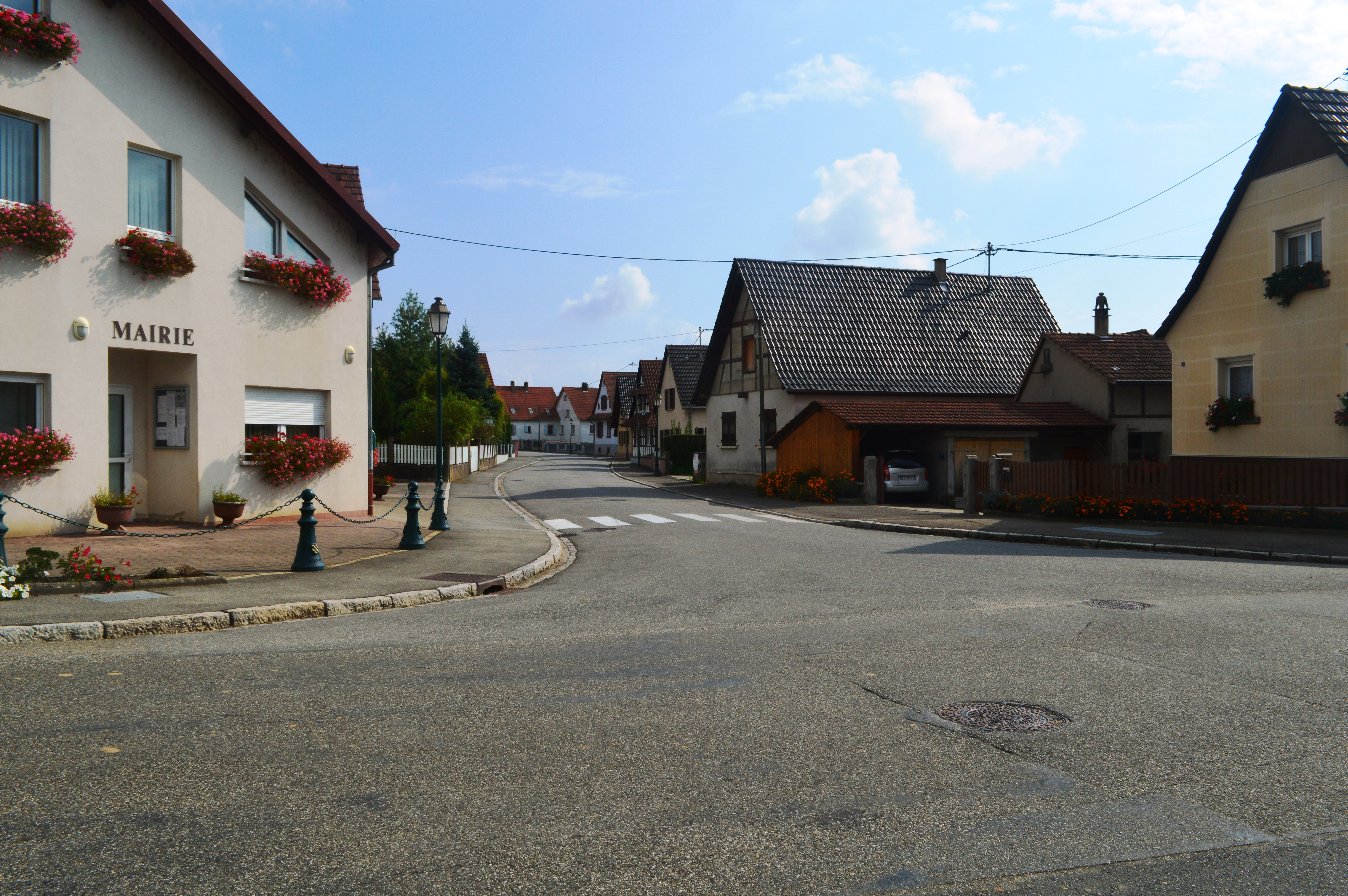
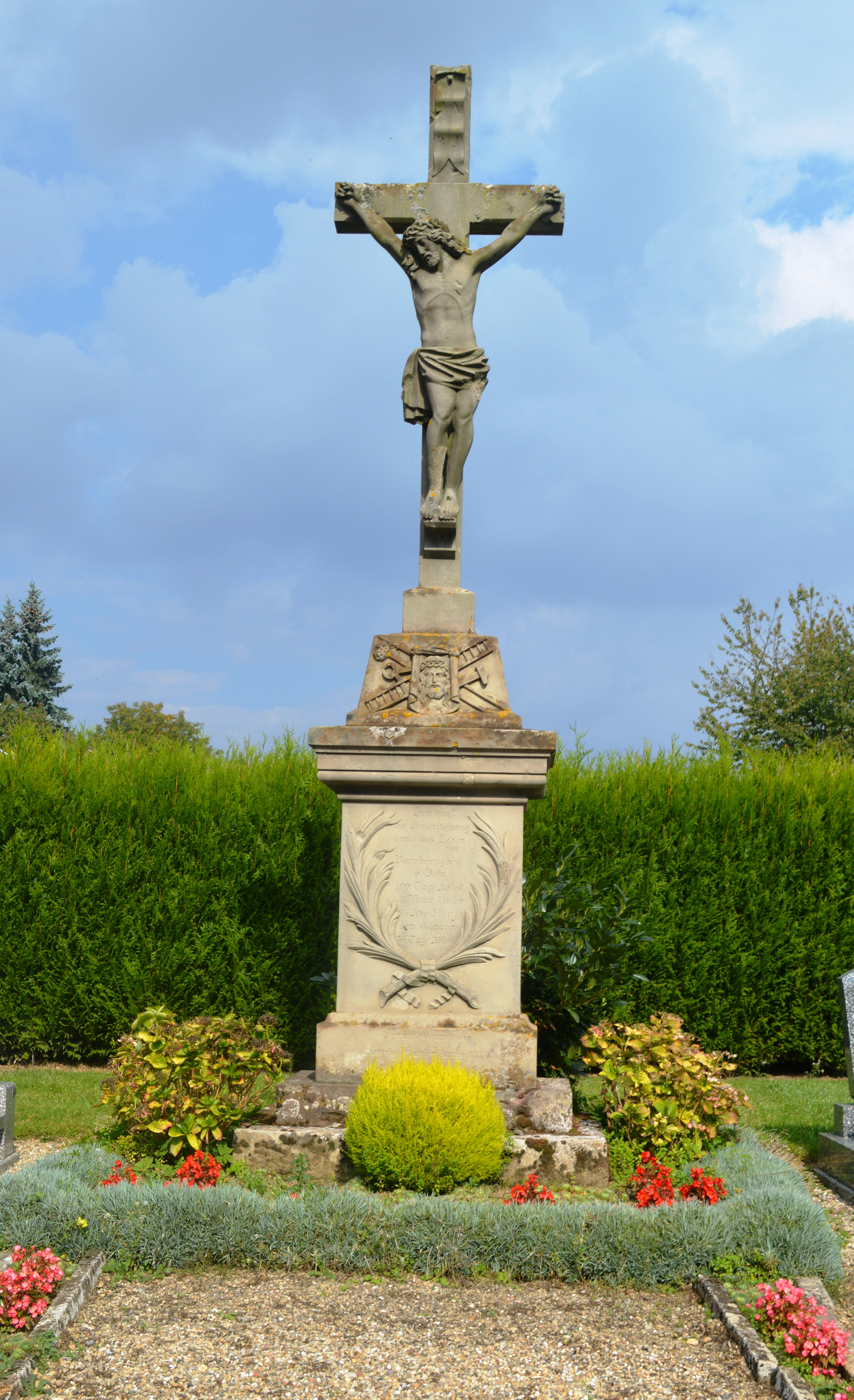

## وصلات خارجية
- صفحة البلدية على موقع المعهد الوطني للإحصاء والدراسات الاقتصادية